# Richmond K. Turner
Richmond Kelly Turner, född 27 maj 1885 i Portland i Oregon, död 12 februari 1961 i Monterey i Kalifornien, var en amerikansk amiral i USA:s flotta som deltog i andra världskriget. 
Turner gick med i flottan 1908 efter att ha tagit examen vid U.S. Naval Academy och tjänstgjorde då i fyra år på olika fartyg. I juli 1942 utnämndes Turner till befälhavare över de amerikanska amfibiestyrkorna i södra Stilla havet. De följande tre åren ledde han ett antal landstigningsoperationer och steg med tiden till amiral. Turner skulle blivit befälhavare över amfibiestyrkorna om USA hade invaderat Japan, vilket inte skedde eftersom Japan kapitulerade 1945.
Turner pensionerade sig i juli 1947.